# Nathaniel Lammons
Nathaniel Lammons (n. 12 august 1993, Texas, SUA) este un jucător profesionist american de tenis, specializat în dublu. Cea mai bună clasare a sa la dublu este locul 22 mondial, în ianuarie 2024. A câștigat șapte titluri ATP la dublu.
Lammons și-a făcut debutul în top 100 la dublu în iulie 2019, un an în care a câștigat patru titluri la dublu din șapte finale de dublu atinse, pe măsură ce a pătruns pe circuitul ATP Challenger. În 2022, el a câștigat primele două titluri de dublu din carieră în circuitul ATP, la San Diego și Seul, obținând debutul în top 50. Împreună cu partenerul său Jackson Withrow în 2023, Lammons a ajuns în prima sa finală ATP 500 la Acapulco și în prima sa semifinală ATP Masters 1000 la Miami.